# Paeonia officinalis
Paeonia officinalis es una planta de la familia Paeoniaceae.

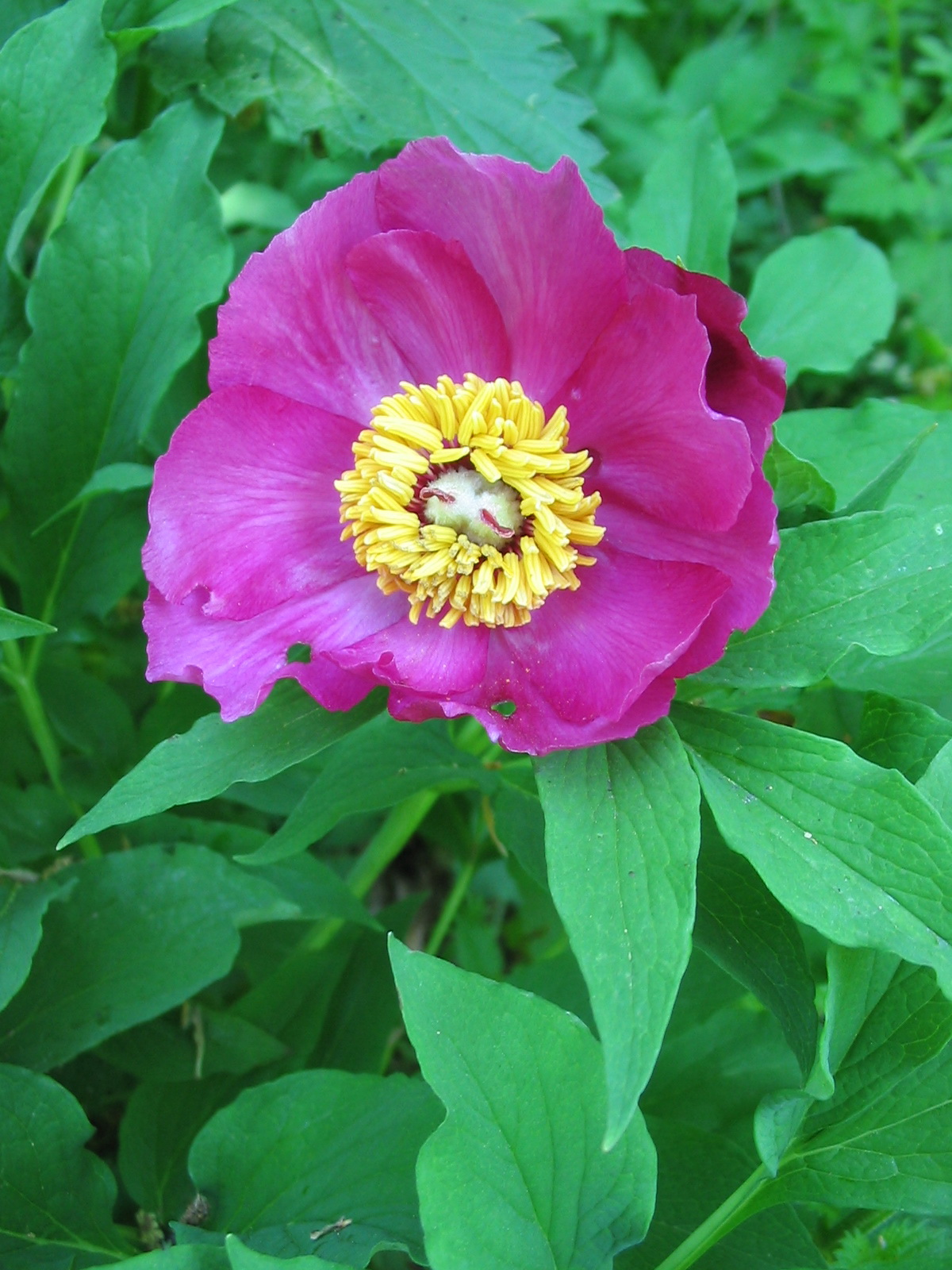
Detalle de la flor

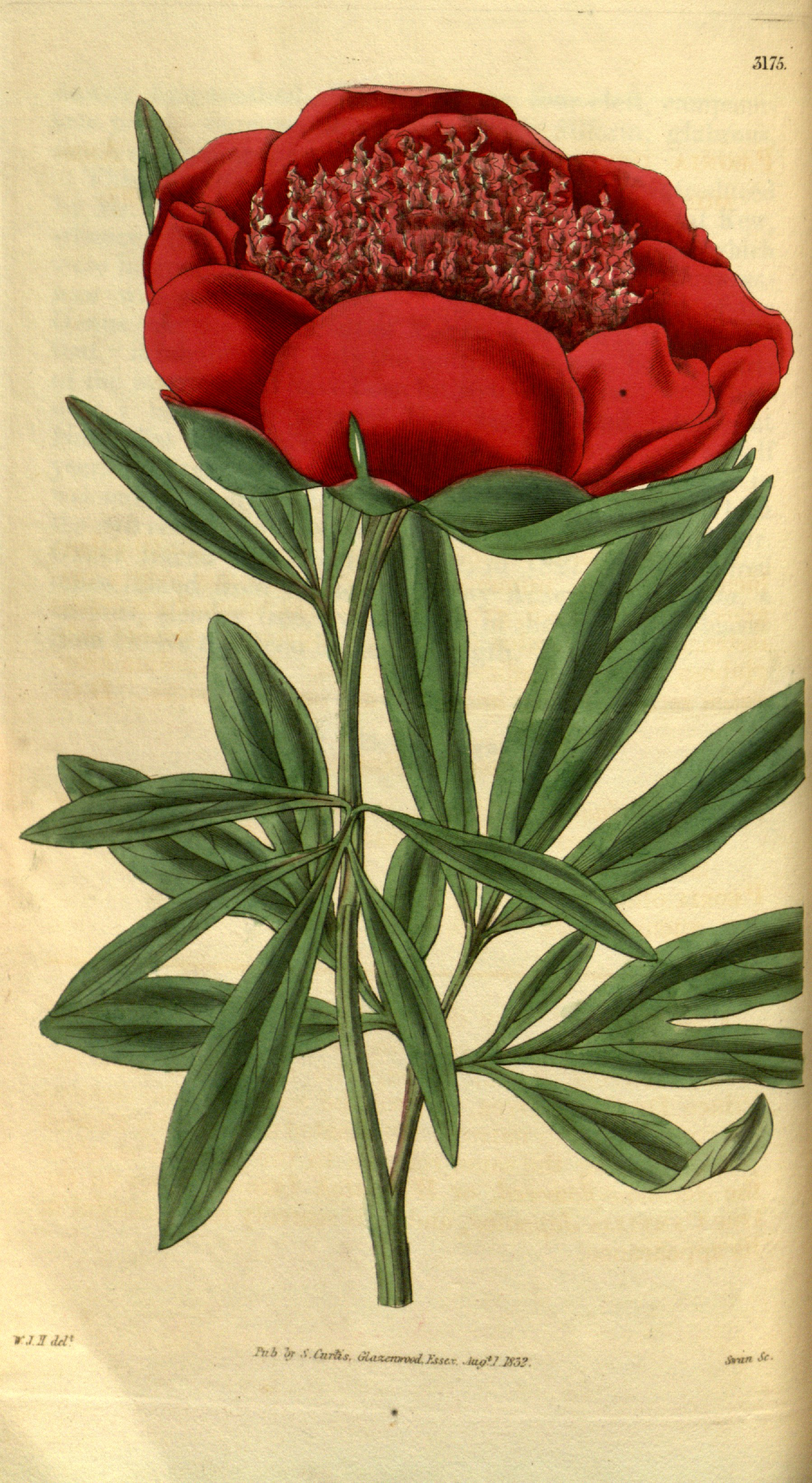
Ilustración

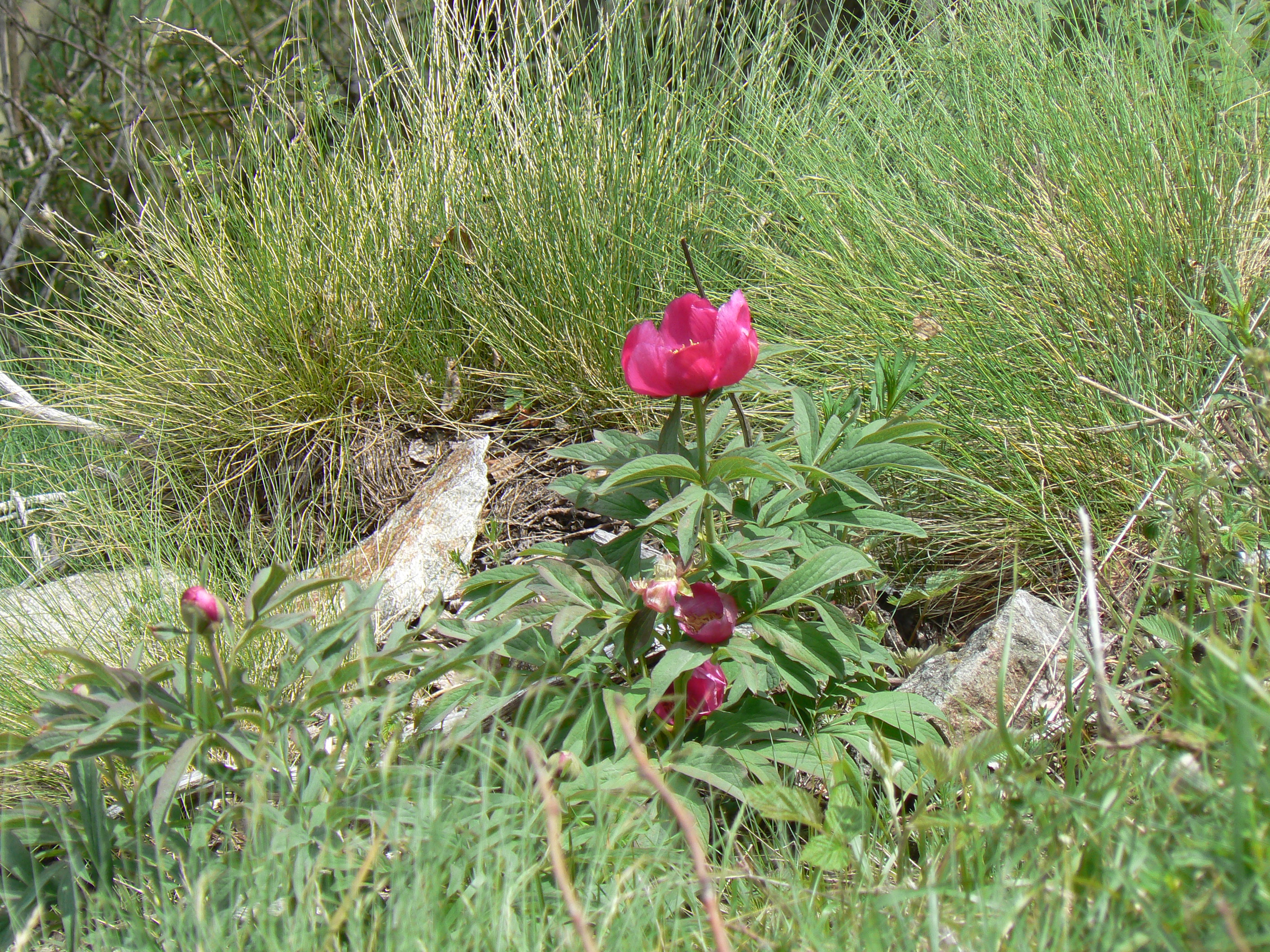
En su hábitat

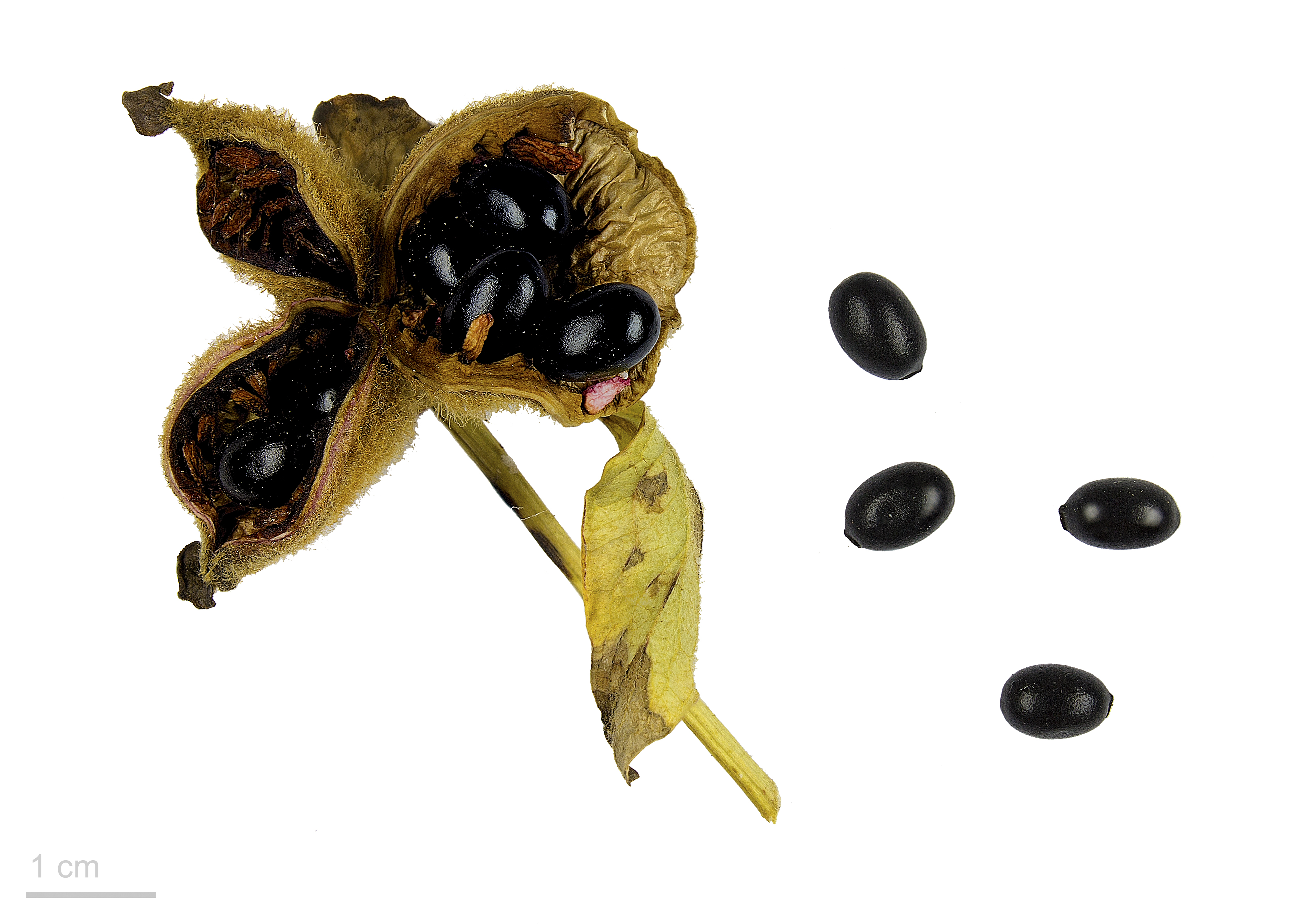
Paeonia officinalis - MHNT

## Descripción
Paeonia officinalis es una planta perenne, herbácea, con rizoma subterráneo leñoso y de hasta 70 cm de altura (raramente más alta). Hojas grandes, las basales totalmente formadas y pecioladas, 2-3 veces divididas en 17-30 segmentos lanceolados, más o menos lobulados, con el envés pubescente. Pecíolo con la cara superior claramente acanalado. Hojas superiores más pequeñas, menos segmentadas hasta simples. Flores grandes, hasta 13 cm de ancho, en forma de cáliz. Sépalos arqueados, por encima de las hojas superiores, no caen. 5-10 pétalos rojos, anchamente ovalados, con borde ondulado. Numerosos estambres con filamentos rojos y anteras amarillas. 2-3 carpelos, hasta 3-5 cm de largo, lanosos. En la fructificación folículos con varias semillas.

## Hábitat
Bosques, praderas, nivel de montaña y melojares. 

## Distribución
Mediterráneo, hasta Europa central.

## Propiedades
Paeonia officinalis contiene el principio activo paeonol que se comporta como antiinflamatorio, analgésico, antiácido, antiulceroso y antibacteriano. La paeoniflorina es sedante, hipnótico, antitusivo, ligeramente espasmolítico, analgésico y anticonvulsivante. Los antocianósidos son responsables del efecto venotónico y vasoprotector. Popularmente se utilizaron las flores como laxo-purgante y las semillas como emético, no siendo recomendables dichos usos. Contraindicado con el embarazo (puede ser abortivo), la lactancia y a niños pequeños.
Indicado para ansiedad, taquicardia, tos irritativa, gastritis, úlcera gastroduodenal, varices, hemorroides.
Como curiosidad heráldica, cabe mencionar que es la flor nacional de China.

## Taxonomía
Paeonia officinalis fue descrita por Carlos Linneo   y publicado en Species Plantarum 1: 530. 1753.
Etimología
Paeonia: nombre genérico en honor de Peón, el médico de los dioses que aparece mencionado en la Ilíada y en la Odisea de Homero. Curó a Ares cuando fue herido por Diomedes durante la guerra de Troya; también se menciona una curación anterior que le hizo a Hades de una flecha lanzada por Heracles en Pilos.
También en Plinio el Viejo, libro 25, X, 1, que la recomienda contra «las pesadillas provocadas por los Faunos.»

officinalis: epíteto latíno que significa "de venta en herbarios".
Sinonimia
- Moutan officinalis (L.) Lindl. & Paxton
- Paeonia anemoniflora (Hook.) auct.
- Paeonia barrii Lynch
- Paeonia baxteri Sabine ex Salm-Dyck
- Paeonia commutata Wender.
- Paeonia elegans Sabine ex Salm-Dyck
- Paeonia feminea (L.) Desf.
- Paeonia festiva Tausch
- Paeonia fimbriata (Sabine) B.D.Jacks.
- Paeonia foemina Mill.
- Paeonia foemina Garsault
- Paeonia fulgens Bailly
- Paeonia fulgida Sabine ex Salm-Dyck
- Paeonia hirsuta Mill.
- Paeonia lanceolata Salm-Dyck
- Paeonia lobata Rchb.
- Paeonia mollis G.Anderson
- Paeonia nemoralis Salisb.
- Paeonia paradoxa var. fimbriata Sabine
- Paeonia peregrina var. officinalis (L.) Huth
- Paeonia peregrina f. officinalis (L.) Rouy & Foucaud
- Paeonia porrigens Rchb.
- Paeonia promiscua Tausch
- Paeonia pubens Sims
- Paeonia rubra Steud.
- Paeonia sessiliflora Sims
- Paeonia splendens Bailly
- Paeonia subternata Salm-Dyck
- Paeonia versicolor W.H.Baxter[7]

## Nombres comunes
- Castellano: cebolla chilre, cebolla churri, celónia, coca, cocas, empaine, empeine, escaramondamanos, flor de la maldita (2), flor de lagarto, flor del diablo, flor maldita, flores de rejalgar, hierba casta (3), hierba de Santa Rosa, hinchagüez, lirio montés, lirios, peonia (9), peonía (7), peonía de flor doble, peonía hembra, peronia, perruna (2), peónia, pionía, pionía de los matorrales, quemaojos, rosa, rosa albardera (4), rosa cagalerosa , rosa de Alejandría, rosa de Pentecostés, rosa de Santa Clara, rosa de Santa María (2), rosa de lagarto, rosa de monte (7), rosa de rejalgar, rosa de sarna, rosa del diablo, rosa maldita, rosa mojosa, rosa montesa, rosa montesina, rosa montés, saltaojos (3), tufona. Las cifras entre paréntesis indican la frecuencia del uso del vocablo en España.[8]